# Bernardo Redín
Bernardo Redín Valverde (Cali, Valle del Cauca, Colombia; 26 de febrero de 1963) es un exfutbolista y entrenador colombiano. Actualmente no dirige a ningún equipo. 
Bernardo  participó con la selección de su país en la Copa Mundial de Fútbol de 1990, donde anotó dos goles. Con el Deportivo Cali formó junto a Carlos Valderrama una de las duplas más recordadas del fútbol colombiano. 
Su hijo, Julián Redín, llego a jugar profesionalmente con Academia Compensar, aunque sin mayor trascendencia se convirtió luego en su asistente técnico. 

## Como jugador

### Deportivo Cali y cesiones en Venezuela y Bulgaria
Durante su primera década en el profesionalismo (1981-1991), defendió con garra y entrega la camiseta del Deportivo Cali, siendo parte fundamental del equipo azucarero. No obstante, su carrera no estuvo exenta de aventuras internacionales que marcaron su camino en el fútbol. La primera de ellas llegó en el último trimestre de 1983, cuando fue cedido al Atlético San Cristóbal de Venezuela. Un préstamo corto, pero clave, que le permitió adquirir rodaje y experiencia más allá de las fronteras colombianas.
Sin embargo, el gran salto llegaría tras su destacada participación en el Mundial de Italia. Su rendimiento no pasó desapercibido y lo catapultó al fútbol europeo: el destino fue Bulgaria, donde se enfundó la camiseta del histórico CSKA Sofía. Allí, Redin aporto tres goles y estuvo cerca de bordar el título en el escudo, consolidando una etapa dorada en su carrera. El interés no tardó en llegar desde otras latitudes del Viejo Continente. El Benfica de Portugal puso sobre la mesa una oferta concreta para quedarse con el talento cafetero. No obstante, el Deportivo Cali no logró llegar a un acuerdo ni para su venta ni para una nueva cesión, frenando así el salto definitivo a una liga más competitiva. Tras el frustrado traspaso, el jugador regresó al cuadro verdiblanco para el segundo semestre de 1991. Pero las cosas no serían como antes: vio poca acción dentro del terreno de juego, y una nueva oportunidad de emigrar se desvaneció cuando el club también le negó la posibilidad de partir al Monagas de Venezuela.

### América de Cali
Tras cerrar un ciclo complejo con el Deportivo Cali, entre 1992 y 1995 el jugador continuó su carrera en la ciudad, pero esta vez cruzó de vereda para defender los colores del América de Cali. En el conjunto escarlata disputó cerca de un centenar de partidos y convirtió 11 goles, además de consagrarse campeón en una ocasión, sumando así un título más a su trayectoria profesional.
Sin embargo, su paso por el América no estuvo exento de turbulencias. La institución atravesaba por una profunda crisis institucional, tan grave que llegó a ser reconocida a nivel mundial por su impacto en lo administrativo. En medio de ese contexto adverso, Redin decidió dar un paso al costado, buscando nuevos horizontes donde pudiera cerrar su carrera con mayor estabilidad.
Pero, como si el destino quisiera repetir la historia vivida años atrás con el Deportivo Cali, los directivos del América se negaron rotundamente a facilitar su salida a clubes nacionales de gran envergadura. Millonarios, Atlético Nacional e incluso hasta en el modesto Cortuluá mostraron interés firme en ficharlo, pero la respuesta fue la misma: no.
Paradójicamente —y en una decisión que dejó más de una ceja levantada— el club aceptó la oferta más baja: lo transfirieron al Deportes Quindío. Una operación que no fue motivada por lo deportivo ni por el beneficio económico directo, sino por la necesidad de saldar una deuda pendiente con un empresario. Una salida silenciosa y poco acorde a su recorrido, que marcó el final de una etapa intensa en el fútbol vallecaucano.

### Deportes Quindío
Durante dos campañas en la Ciudad Milagro, Redin volvió a demostrar que la jerarquía. En 83 partidos disputados, firmó 25 goles, números más que respetables para un jugador que ya comenzaba a ser considerado por muchos como un veterano en la liga. Su olfato goleador seguía intacto, y esas estadísticas no pasaron desapercibidas. Su rendimiento abrió las puertas para recalar en otro histórico del fútbol profesional colombiano, confirmando que aún tenía mucho por aportar en las canchas del país.

### Años no tan buenos
La siguiente etapa de su carrera fue marcada por la inestabilidad. En un lapso de apenas un año y medio, pasó por tres clubes del fútbol colombiano: Junior de Barranquilla, Deportes Tolima y Unicosta. Sin embargo, su rendimiento en estos equipos estuvo lejos de lo esperado. Las oportunidades fueron escasas, los goles no llegaron con la misma frecuencia, y para colmo de males, debió enfrentarse a una situación aún más desgastante fuera del campo: el incumplimiento salarial. Aquel episodio no solo afectó su motivación, sino que también puso en evidencia las dificultades estructurales que atravesaban varios clubes del país en ese entonces.

### Atlético Huila y Oriente Petrolero
En busca de estabilidad económica y profesional,  Redin decidió mirar hacia el exterior. Fue entonces cuando, con el respaldo de su amigo y leyenda del fútbol colombiano, Carlos “El Pibe” Valderrama, logró abrirse una posibilidad en el fútbol estadounidense. Todo parecía encaminado para firmar con un club de la MLS, pero justo antes de estampar su firma, apareció una oferta inesperada desde el Atlético Huila.
El club opita le ofreció un contrato por dos temporadas, y él aceptó el desafío. Allí, volvió a reencontrarse con el gol, marcando 14 tantos y demostrando que su instinto goleador seguía vivo. Como broche a esta etapa, tuvo una última experiencia internacional con Oriente Petrolero de Bolivia, con quienes no solo sumó minutos fuera del país, sino que además tuvo el privilegio de disputar la Copa Libertadores, despidiéndose del máximo nivel continental por la puerta grande siendo campeón de la Liga Boliviana.

## Como técnico
Una vez retirado se dedicó a la dirección técnica formativa, en la Divisiones menores del Deportivo Cali en el año 2002. Tras recibir una llamada del entrenador Juan Eugenio Jiménez retorna al Atlético Huila como asistente técnico, sin embargo, a pocos días de comenzar el campeonato Jiménez renuncia y Bernardo asume en propiedad la dirección técnica del equipo opita.
En sus primeros años como entrenador, Redin pasa por los equipos colombianos Atlético Huila, Deportivo Cali, América de Cali y The Strongest de Bolivia.
En septiembre de 2008 fue designado como director técnico del Deportivo Pasto, en reemplazo de Jorge Bermúdez. Sin embargo, los malos resultados en el Torneo Apertura 2009 marcaron su salida del cargo.
Entre 2010 y 2011 fue el director técnico de Academia Fútbol Club, equipo que compite en la Categoría Primera B del fútbol profesional colombiano. En el segundo semestre de 2012 fue asignado como Coordinador de las Divisiones Inferiores del Atlético Bucaramanga, a partir del segundo semestre de 2013 fue nombrado como Director Técnico de la institución Leoparda debido a los malos resultados de Miguel Augusto Prince.
Con el arribo de Reinaldo Rueda al Atlético Nacional se daría su incorporación al verdolaga como asistente técnico, acompañando a Rueda también en el Flamengo de Brasil, en la Selección de Chile, en la Selección de fútbol de Colombia y posteriormente dirigió al Cúcuta Deportivo. También dirigió a la Selección sub-23 de Chile en el Torneo Preolímpico Sub-23 de 2020, donde el equipo dirigido por Redín quedó eliminado por diferencia de goles en fase de grupos ante su país natal, Colombia.
En agosto de 2025 presentó su renuncia como director técnico del Cúcuta Deportivo, decisión que se dio tras una serie de resultados negativos en el Torneo II-2025, incluida la igualdad frente al Deportes Quindío, equipo ubicado en la última posición de la tabla.

## Filantropía
En 1993 se enfrentaron Lanceros Boyacá y América de Cali en partido para reunir dinero para los niños con desnutrición en Boyacá y el Valle del Cauca,  el partido lo ganaron los diablos rojos 2-1 en el Estadio La Independencia de Tunja con goles de Albeiro Usuriaga y Bernando Redin.

## Selección Colombia
Fue internacional con la Selección de fútbol de Colombia en 40 partidos y marcó 5 goles entre 1987 y 1991.

### Goles internacionales
| # | Fecha     | Lugar                                           | Rival                  | Gol | Resultado | Competición                    |
| - | --------- | ----------------------------------------------- | ---------------------- | --- | --------- | ------------------------------ |
| 1 | 8-7-1987  | Estadio Olímpico de Córdoba, Córdoba, Argentina | Chile                  | 1-0 | 1-2       | Copa América 1987              |
| 2 | 9-6-1990  | Estadio Renato Dall'Ara, Bolonia, Italia        | Emiratos Árabes Unidos | 1-0 | 2-0       | Copa Mundial de Fútbol de 1990 |
| 3 | 23-6-1990 | Estadio San Paolo, Nápoles, Italia              | Camerún                | 1-2 | 1-2       | Copa Mundial de Fútbol de 1990 |

### Participaciones enCopas del Mundo
| Mundial                | Sede   | Resultado        | PJ | GA | Asis |
| ---------------------- | ------ | ---------------- | -- | -- | ---- |
| Mundial de Italia 1990 | Italia | Octavos de final | 3  | 2  | 0    |

### Participaciones enCopas América
| Torneo                 | Sede                   | Resultado              | PJ | GA | Asis |
| ---------------------- | ---------------------- | ---------------------- | -- | -- | ---- |
| Copa América 1987      | Argentina              | Tercer lugar           | 4  | 1  | 1    |
| Copa América 1989      | Brasil                 | Fase de grupos         | 4  | 0  | 1    |
| Copa América 1991      | Chile                  | Cuarto lugar           | 2  | 0  | 0    |
| Total en Copas América | Total en Copas América | Total en Copas América | 10 | 1  | 2    |

### Participaciones enEliminatorias al Mundial
| Eliminatoria                         | Sede del Mundial | Posición                                                | Resultado   | PJ | GA | Asis |
| ------------------------------------ | ---------------- | ------------------------------------------------------- | ----------- | -- | -- | ---- |
| Eliminatorias Mundial de Italia 1990 | Italia           | 1°lugar 6pts Grupo 2 (Ganador Repesca Intercontinental) | Clasificado | 5  | 0  | 0    |

## Clubes

### Como futbolista
| Club                               | Temporada                   | Liga            | Liga            | Internacional   | Internacional   | Total           | Total           |
| Club                               | Temporada                   | Part.           | Goles           | Part.           | Goles           | Part.           | Goles           |
| ---------------------------------- | --------------------------- | --------------- | --------------- | --------------- | --------------- | --------------- | --------------- |
| Deportivo Cali · Colombia          | 1981-1983, 1984-1990 y 1991 | 282             | 33              | 13              | 2               | 294             | 35              |
| Atlético San Cristóbal · Venezuela | 1983                        | Sin información | Sin información | Sin información | Sin información | Sin información | Sin información |
| CSKA Sofia Bulgaria                | 1990-1991                   | 13              | 3               | -               | -               | 13              | 3               |
| América de Cali · Colombia         | 1992-1995                   | 89              | 10              | 5               | 1               | 94              | 11              |
| Deportes Quindío · Colombia        | 1995-1997                   | 83              | 25              | -               | -               | 83              | 25              |
| Deportes Tolima · Colombia         | 1997                        | 11              | 1               | -               | -               | 11              | 3               |
| Junior · Colombia                  | 1998                        | 14              | 1               | -               | -               | 14              | 1               |
| Unicosta · Colombia                | 1998                        | Sin información | Sin información | Sin información | Sin información | Sin información | Sin información |
| Atlético Huila · Colombia          | 1999-2000 y 2001            | 75              | 14              | -               | -               | 75              | 14              |
| Oriente Petrolero · Bolivia        | 2001                        | 4               | 0               | 5               | 0               | 9               | 0               |
| Total en su carrera                | Total en su carrera         | 571             | 87              | 26              | 3               | 597             | 90              |

#### Selección
| Selección                | Año                      | Partidos | Goles |
| ------------------------ | ------------------------ | -------- | ----- |
| Absoluta                 | 1987                     | 4        | 1     |
| Absoluta                 | 1988                     | 6        | 1     |
| Absoluta                 | 1989                     | 15       | 1     |
| Absoluta                 | 1990                     | 11       | 2     |
| Absoluta                 | 1991                     | 4        | 0     |
| Total Selección Colombia | Total Selección Colombia | 40       | 5     |

### Como formador
| Club           | País     | Año  |
| -------------- | -------- | ---- |
| Deportivo Cali | Colombia | 2002 |

### Como asistente técnico
| Equipo                        | Año                      | Asistente de             | Partidos asisitidos |
| ----------------------------- | ------------------------ | ------------------------ | ------------------- |
| Deportivo Cali · Colombia     | 2003                     | Javier Álvarez           | 26                  |
| Atlético Nacional · Colombia  | 2015 - 2017              | Reinaldo Rueda           | 146                 |
| Flamengo · Brasil             | 2017                     | Reinaldo Rueda           | 31                  |
| Selección absoluta · Chile    | 2018 - 2020              | Reinaldo Rueda           | 27                  |
| Selección absoluta · Colombia | 2021 - 2022              | Reinaldo Rueda           | 22                  |
| Selección absoluta Honduras   | 2023 - 2024              | Reinaldo Rueda           | 8                   |
| Total partidos asistidos      | Total partidos asistidos | Total partidos asistidos | 260                 |

### Como entrenador
| Equipo                                | Desde                    | Hasta                   | Estadística     | Estadística     | Estadística     | Estadística     | Estadística     |
| Equipo                                | Desde                    | Hasta                   | PJ              | PG              | PE              | PP              | %               |
| ------------------------------------- | ------------------------ | ----------------------- | --------------- | --------------- | --------------- | --------------- | --------------- |
| Atlético Huila · Colombia             | 1 de julio de 2002       | 3 de mayo de 2003       | 40              | 12              | 15              | 13              | 42.5%           |
| Deportivo Cali · Colombia             | 2 de enero de 2004       | 23 de agosto de 2004    | 39              | 18              | 7               | 14              | 52.13%          |
| Atlético Huila · Colombia             | 4 de enero de 2005       | 17 de mayo de 2006      | 60              | 18              | 15              | 27              | 38.33%          |
| America de Cali · Colombia            | 16 de julio de 2006      | 24 de agosto de 2006    | 6               | 0               | 1               | 5               | 5.56%           |
| Monagas SC · Venezuela                | 6 de octubre de 2006     | 28 de febrero de 2007   | 19              | 2               | 11              | 6               | 29.83%          |
| The Strongest · Bolivia               | 5 de enero de 2008       | 25 de junio de 2008     | 17              | 6               | 4               | 7               | 43.13%          |
| Deportivo Pasto · Colombia            | 2 de septiembre de 2008  | 23 de marzo de 2009     | 20              | 5               | 6               | 9               | 35%             |
| Academia Compensar · Colombia         | 3 de marzo de 2010       | 20 de junio de 2011     | 68              | 23              | 16              | 29              | 41.66%          |
| Atlético Bucaramanga · Colombia       | 30 de mayo de 2013       | 1 de septiembre de 2014 | 55              | 22              | 12              | 21              | 47.27%          |
| Selección Sub-23 de Chile · Chile     | 1 de mayo de 2019        | 13 de enero de 2021     | 8               | 5               | 1               | 2               | 66.67%          |
| Cúcuta Deportivo · Colombia           | 15 de septiembre de 2022 | 14 de junio de 2023     | 26              | 12              | 11              | 3               | 60.25%          |
| Selección sub-23 de Honduras Honduras | 18 de septiembre de 2023 | 31 de diciembre 2023    | Sin información | Sin información | Sin información | Sin información | Sin información |
| Deportivo Garcilaso · Perú            | 19 de febrero de 2024    | 8 de junio de 2024      | 20              | 5               | 8               | 7               | 38.33%          |
| Cúcuta Deportivo · Colombia           | 13 de septiembre de 2024 | 13 de agosto de 2025    | 32              | 17              | 6               | 9               | 52.78%          |
| Consolidado total                     | Consolidado total        | Consolidado total       | 410             | 145             | 113             | 152             | 44.56%          |

## Palmarés

### Como futbolista

#### Campeonatos nacionales
| Título                      | Club              | País     | Año  |
| --------------------------- | ----------------- | -------- | ---- |
| Primera División            | América de Cali   | Colombia | 1992 |
| Primera División de Bolivia | Oriente Petrolero | Bolivia  | 2001 |

### Como asistente técnico

#### Torneos nacionales
| Título                | Club              | País     | Año  |
| --------------------- | ----------------- | -------- | ---- |
| Torneo Finalización   | Atlético Nacional | Colombia | 2015 |
| Superliga de Colombia | Atlético Nacional | Colombia | 2016 |
| Copa Colombia         | Atlético Nacional | Colombia | 2016 |
| Torneo Apertura       | Atlético Nacional | Colombia | 2017 |

#### Torneos internacionales
| Título              | Club              | Sede     | Año  |
| ------------------- | ----------------- | -------- | ---- |
| Copa Libertadores   | Atlético Nacional | Medellín | 2016 |
| Recopa Sudamericana | Atlético Nacional | Medellín | 2017 |